# Xã Liberty, Quận Knox, Missouri
Xã Liberty (tiếng Anh: Liberty Township) là một xã thuộc quận Knox, tiểu bang Missouri, Hoa Kỳ. Năm 2010, dân số của xã này là 311 người.